# Virginia Slims of Washington 1987
Virginia Slims of Washington 1987 — жіночий тенісний турнір, що проходив на закритих кортах з килимовим покриттям Patriot Center у Феєрфаксі (США). Належав до турнірів 3-ї категорії в рамках Туру WTA 1987. Відбувсь ушістнадцяте і тривав з 23 березня до 29 березня 1987 року. Перша сіяна Гана Мандлікова здобула титул в одиночному розряді і заробила 30,5 тис. доларів.

## Фінальна частина

### Одиночний розряд
Гана Мандлікова —  Барбара Поттер 6–4, 6–2
- Для Мандлікової це був 2-й титул в одиночному розряді за рік і 27-й (останній) - за кар'єру.

### Парний розряд
Еліз Берджін /  Пем Шрайвер —  Зіна Гаррісон /  Лорі Макніл 6–1, 3–6, 6–4